# Tyrannochthonius bahamensis
Tyrannochthonius bahamensis är en spindeldjursart som beskrevs av William B. Muchmore 1984. Tyrannochthonius bahamensis ingår i släktet Tyrannochthonius och familjen käkklokrypare. Inga underarter finns listade i Catalogue of Life.